# スーパー・スプレッダー

香港・ホテル・メトロポール9階の見取り図。この階に宿泊した男性客をキーとして、重症急性呼吸器症候群 (SARS) のスーパー・スプレッディング現象が発生した

スーパー・スプレッダー（英: super-spreader）は、感染症を引き起こす病原体に感染したホストのうち、通常考えられる以上の二次感染例を引き起こす者を指す。スーパー・スプレッダーは、自分以外の多くの人へ感染を拡大させることから、感染症コントロール・感染症疫学上での大きな懸念材料となる。またスーパー・スプレッダーによる多数の感染例を、「スーパー・スプレッディング[—現象/事例]」と呼ぶこともある。
スーパー・スプレッダーの存在はパレートの法則（80:20の法則）に従うとされ、この場合20%の感染者が他80%への感染に関与していることになるが、スーパー・スプレッダーの関与割合はこれより高いことも低いこともある。ある感染症でスーパー・スプレッディング現象が発生している場合、コンタクト・トレーシング（接触者追跡）をしても、往々にして多くの感染者は二次感染をほとんど起こしていない。
スーパー・スプレッディング現象は、集団免疫の低下、院内感染の発生、病原体側の病原性の強さ (virulence) 、ウイルス感染価、誤診、飛沫感染、免疫抑制、また他の病原体との重複感染など、複数の因子が重なって発生するとされる。
この現象は、2002年から2003年に発生した重症急性呼吸器症候群 (SARS) の流行時に大きく注目されたが、不顕性感染のまま腸チフスを拡散させ続けたメアリー・マローン（「チフスのメアリー」）など、古くからもその例はいくつか存在する。

## スーパー・スプレッディング現象の定義
スーパー・スプレッディング現象（英: super-spreading event (SSE)）の定義は明確には決まっていないものの、より明確な基準を作ろうという試みは行われてきた。2005年にロイド＝スミスらが発表した論文では、次のようなデフィニションが掲載されている。
1. 問題となっている集団での、疾患の有効再生産人数「R」を推定する。
2. 平均「R」を用いてポアソン分布を計算し、個体差を除いた確率変数によって、期待値の範囲「Z」を算出する。
3. SSEを、ある感染者が Z(n)人以上の他人 (Z(n) others) に感染させる場合として定義する。この時「Z(n)」は、パラメータ 「R」のポアソン分布で第n百分位点を示す。

このプロトコルでは、第99百分位点SSEの場合、1人の感染者が、均一な集団で偶然に起きる場合の99%で観察されるよりも多い人数を感染させていたことになる。
2003年に重症急性呼吸器症候群 (SARS) のアウトブレイクが北京で発生した際には、最低8人以上へ感染拡大した人物を疫学上のスーパー・スプレッダーと設定した。
スーパー・スプレッダーとなる人物は、有症状のことも、無症状のこともあるが、後者としては不顕性感染のまま腸チフスを拡散させ続けたメアリー・マローン（「チフスのメアリー」）の例が知られる。

## 感染に関与する因子

免疫を持つ人物・持たない人物で、どのように感染が広がるかを表した図

スーパー・スプレッダーは、感染期間内に、通常考えられる以上の人物へ二次感染を起こした人物のことを指す。これには、通常の感染者に比べ、飛沫中などに含まれる細菌/ウイルス感染価が多いことが考えられる。

### 基本再生産数と個体再生産数
基本再生産数 R0は、全員が感受性を持つ集団において、典型的な感染者1人が起こす二次感染の平均人数のことを指す。基本再生産数は個体間の接触頻度の平均に、感受性を持つ個体が1回の接触あたり感染する平均確率を掛けて算出されるが、後者は "the shedding potential" と呼ばれる。
一方の個体再生産数は、ある特定の個体から、感染期間のうちに引き起こされた二次感染の数を示す。集団の中には、平均よりもはるかに多い二次感染を引き起こす個体がいることがあり、「スーパー・スプレッダー」と呼ばれる。コンタクト・トレーシングを通じ、麻疹、結核、風疹、エムポックス、天然痘、エボラ出血熱、重症急性呼吸器症候群 (SARS) でスーパー・スプレッダーが発生していたことが判明している。

### 別病原体との重複感染
ヒト免疫不全ウイルス (HIV)に加え、淋菌（淋病）、C型肝炎ウイルス、単純ヘルペスウイルス2型など、最低1つ以上の性感染症に罹患している人物は、ウイルス価が同じで性感染症に重複感染していない人物と比べHIVの拡散確率が8倍高い。重複感染している性感染症の治療が完了すると、拡散確率は重複感染が無い人物と同様のレベルまで戻る。

### 集団免疫の不足
集団免疫は、ある疾患へ免疫を持つ人物によって、集団内での疾患拡散が防がれ、結果としてその集団で免疫を持たない人物が感染から守られるという間接的な効果を指す。集団内で免疫を持つ割合が大きくなるほど、感染可能性のある接触機会が減り、アウトブレイクも発生しにくくなる。疫学上、集団免疫は「従属性現象」（英: dependent happening）と呼ばれ、時間を越えて感染性に影響することが分かっている。生存者に免疫力を付けるような病原体が、感受性を有する集団内で伝播する場合、感染の可能性がある接触はどんどん少なくなる。感受性のある個体が残っていたとしても、接触相手に免疫がある可能性が増え、結果として感染拡大が防がれる。集団内で免疫力を持つ割合が一定の水準を超えると、その疾患は伝染を起こさないようになるが、この水準のことを「集団免疫閾値」（英: herd immunity threshold）と呼ぶ。この値は病原体の感染価や、ワクチンの有効性、また集団内の接触数によって変動する。またこの閾値はアウトブレイク発生を完全に否定するものではなく、あっても限られたものになるという数字である。

## スーパー・スプレッダーが発生したアウトブレイク

### 「チフスのメアリー」

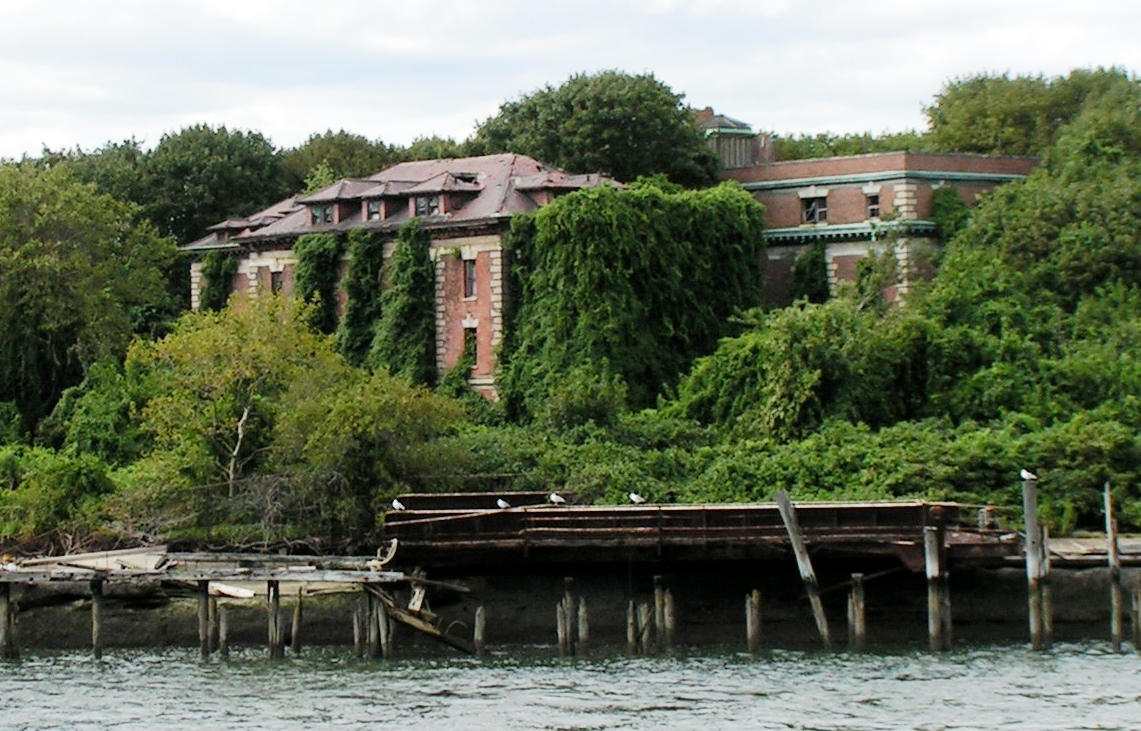
ニューヨーク、ノース・ブラザー島にあるリバーサイド病院。マローンはこの病院に強制隔離された。2006年撮影。

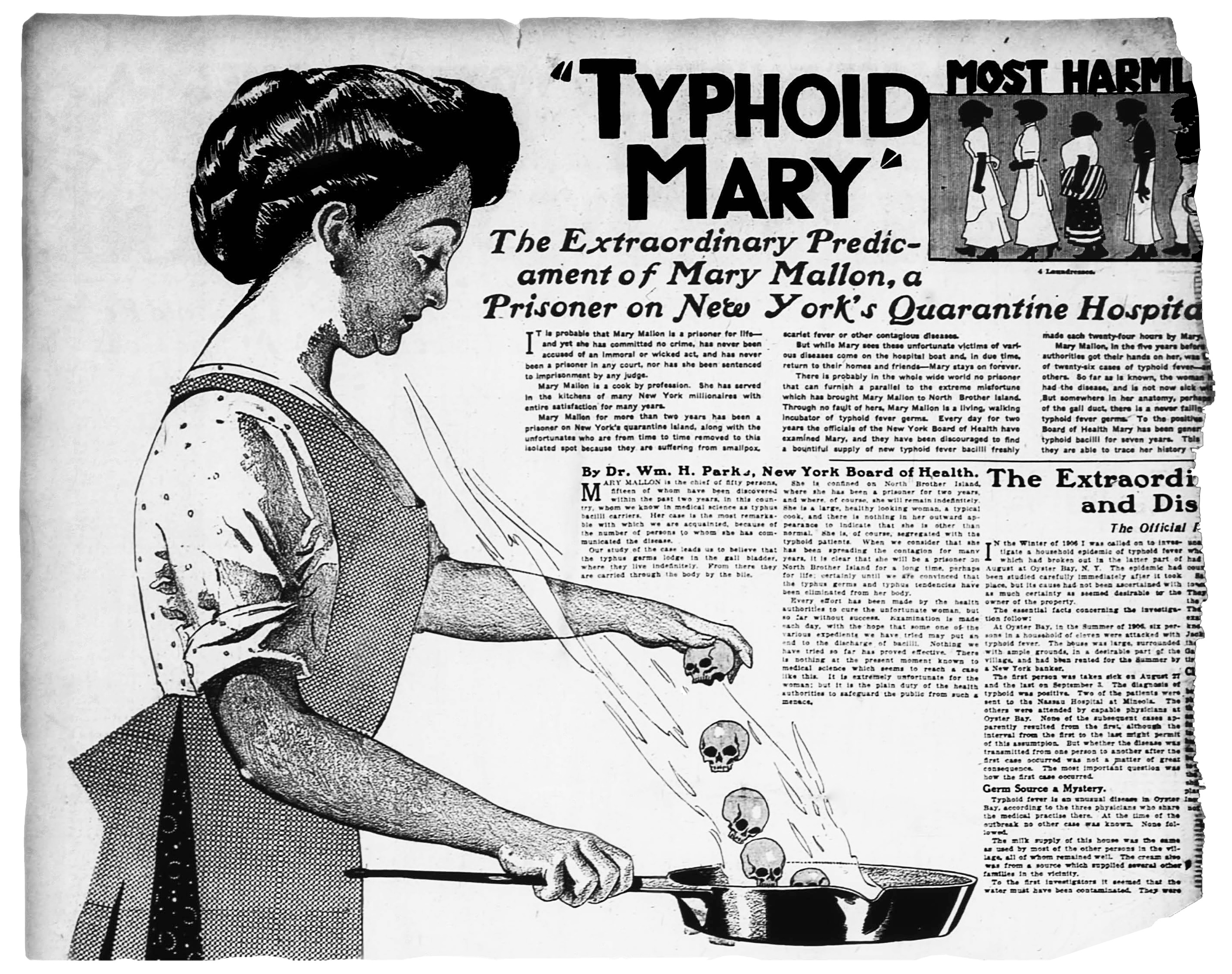
マローンを風刺した記事

腸チフスは、サルモネラ属のチフス菌（Salmonella enterica subsp. enterica、旧称 Salmonella typhi）によって引き起こされるヒト固有の病気である。感染性は非常に高く、抗菌薬耐性となることも多い。胆嚢などへの保菌により、無症候性キャリアを作ることもあるが、中でも「チフスのメアリー」（英: Typhoid Mary）として知られたニューヨークのメアリー・マローン、イングランド・フォークストーンの「牛乳屋のN氏」（英: Mr. N. the Milker）の例が広く知られている。2人によるスーパー・スプレッディング事例はほぼ同時期に起きており、マローンが1902年から1909年にかけて51人に感染を広げた一方、N氏は1901年から1915年にかけての14年以上に、200人以上に感染させたと推測されている。N氏は保健当局の申し出を受けて、食品産業を辞めることになった。マローンは料理人を辞めることを拒み、ニューヨーク・ノース・ブラザー島にある病院へ強制隔離され、1938年11月に69歳で亡くなるまでこの病院で過ごした。
チフス菌はマウスのマクロファージに感染し、炎症状態と非炎症状態を繰り返すことが知られている。細菌はマウスに症状を起こさないまま生存と増殖を繰り返すが、この現象で無症候性キャリアの原理を説明できる。

### 1989年の麻疹アウトブレイク

麻疹ワクチン接種率

麻疹は飛沫核感染（空気感染）を起こす感染性の高いウイルスで、ワクチンを受けている集団でも再発生することがある。1989年にはフィンランドのある町で、学校を原因として51人が感染するアウトブレイクが起きたが、感染者にはワクチン接種を受けているものも存在した。また、1人の児童が22人へ感染させたとされている。このアウトブレイクでは、ワクチン接種済のきょうだいが感染患者と寝室を共にし、9人中7人が感染したとの事例も報告されている。
同様の事例は日本でも発生しており、2017年には山形県の自動車教習所で集団感染が発生したが、このケースではバリ島旅行から帰国した男性がインデックス・ケースになったと考えられている。

### 2003年のSARSアウトブレイク

中国南部・広東省は、2003年にSARSの最初のアウトブレイクが起きた場所である

重症急性呼吸器症候群 (SARS)の初症例は、2002年11月半ばに中国・広東省で発生した。その後2003年2月には香港でアウトブレイクが起きたが、この時SARS治療に関わっていた広東省の医師で、親族の結婚式のため香港を訪れていた人物が、発生の契機となったことが指摘されている。彼は症状があったにもかかわらず香港へ向かい、九龍にあるメトロポール・ホテル9階に宿泊して、同じ階に宿泊していた16名に二次感染を起こした。宿泊客はカナダ、シンガポール、台湾、ベトナムなどへ向かい、行き先でSARSを発症して世界的伝染を起こすことになった。
また同じアウトブレイク中に、冠動脈疾患、慢性腎臓病、II型糖尿病を患っていた54歳の男性が、SARSと診断されていた患者と接触し、その直後に発熱・咳・筋肉痛・咽頭痛などを発症した。男性はSARS感染が疑われ、冠動脈疾患を治療していた別病院へと転院した。男性はこの病院でSARSと診断されたが、その後わずか2日間の間に33人へ感染を広げていたことが発覚する。彼は元の病院へ再転院となり、この病院でSARSにより死亡した。
SARSは、広東省での元々のアウトブレイクから2週間の間に、37ヶ国に広まったが、その影にはこういったスーパー・スプレッダーの存在があったとされている。中でも香港とシンガポールの感染者は、実に75%以上がスーパー・スプレッディング事例の結果だったという。

### エボラ出血熱
2014年に起きたエボラ出血熱流行時も、スーパー・スプレッダーの存在が指摘され、61%の感染はわずか3%の患者から発生したという研究報告も行われた。西アフリカの伝統的な葬儀の方法が、スーパー・スプレッディング事例の原因であるとの指摘も存在する。

### 2019新型コロナウイルス
2020年、2019新型コロナウイルスにシンガポールで感染し、その後多数の人にウイルス感染をもたらしたイギリス人男性がスーパースプレッダーとされた。
シーク教の指導者バルデブ・シンはイタリア、ドイツからインドに帰国したあと感染が発覚し、自主隔離を指示されたが無視し、パンジャブ州内の農村十数か所を巡り、説教を行ったあと死亡した。すでに複数の感染者が発覚しており、シンはスーパースプレッダーとなり、感染させられた可能性のある1万5000人が厳重な隔離下に置かれていると2020年3月29日に報道された。